# رود آشیت
رود آشیت (انگلیسی: Ashit) یک رودخانه در تاتارستان کشور روسیه است.